# Industrialisierung in Rottenburg
Lange Zeit gab es in Rottenburg am Neckar kaum Industrie. Die Stadt war eher landwirtschaftlich geprägt. Die ersten bedeutenden Unternehmer waren Josef Pfeifer (1775–1842) und Honoré Frédéric Fouquet (9. April 1802 Poinville, Departement Eure-et-Loir; † 29. Mai 1888 Rottenburg).
Josef Pfeifer kaufte alle Mühlen in Rottenburg und legte sie zunächst still. In den 1830er-Jahren baute er ein neues Wehr am Neckar und sieben Mühlen. So wurde das erste „Industrieviertel“ Rottenburgs festgelegt. Doch die Firma konnte nicht erhalten bleiben. So erwarb der Stuttgarter Frédéric Fouquet im Jahr 1873 das Gelände und gründete dort seine Fabrik. Später kam noch die Uhrenfabrik Junghans als weiteres Industrieunternehmen hinzu. Anfang der 1950er Jahre gab es in Rottenburg nur Fouquet und Junghans als Unternehmer mit mehr als 20 Beschäftigten.

## Fouquet & Frauz
Fouquet & Frauz war lange Zeit die größte und auch einzige Fabrik in Rottenburg. In der Bevölkerung war sie allgemein als „Fugge“ bekannt. Die Fabrik wurde zunächst auf einem Spinnereigelände erbaut, und mit dem wirtschaftlichen Erfolg wurde das Gelände später erweitert und auch ein neues Fabrikgebäude errichtet.

### Unternehmensgeschichte
1834 wurde „Motte & Fouquet“ in Troyes (Frankreich) durch Honoré Frédéric Fouquet und einen älteren Geschäftspartner gegründet. 1845 erhielt Honoré Frédéric Fouquet ein französisches Patent auf die Erfindung eines innovativen Maschenrads, das als „Kleine Mailleuse“ berühmt wurde. 1852 schloss sich Fouquet mit einem Textilindustriellen in Stuttgart zusammen und verlegte seinen Betrieb dorthin. Gemeinsam errichteten sie 1852 die erste württembergische Fabrik für Rundstühle, zu der sie ein Staatsdarlehen von 10.000 fl. erhielten.

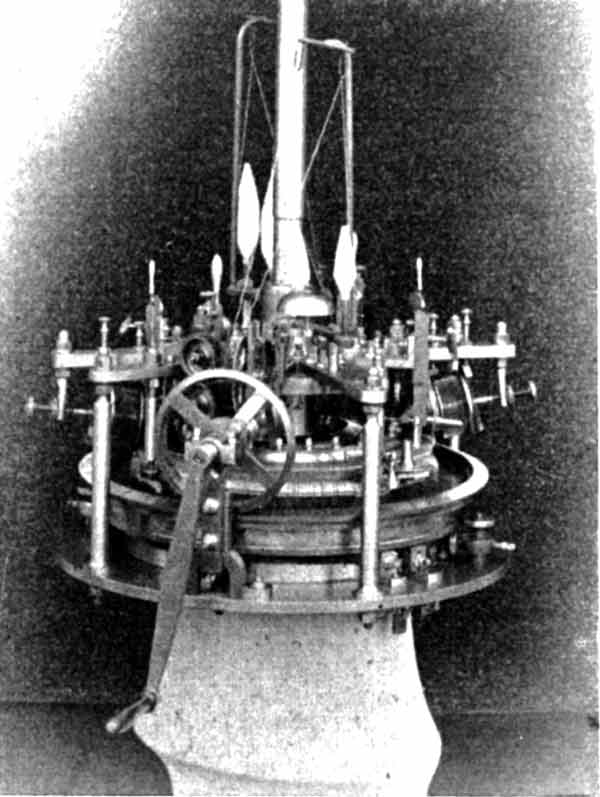
Rundwirkmaschine mit Kurbel-Handantrieb, Fouquet & Frauz, Rottenburg, um 1875

1856 erfand Fouquet die „Große Mailleuse“, womit er der Rundwirkmaschine auch eine einwandfreie Verarbeitung harter Garne aller Art erschloss. Sie hieß auch „mailleuse oblique“, weil ihre Achse gegen die Horizontale geneigt eingebaut wurde. Sie ließ sich an nahezu jedem französischen Rundstuhl anbringen. Um auch elastisches Material ohne Weiteres verarbeiten zu können, hat sie einen großen Durchmesser, enthält vorn keine eigentliche Mühleisenscheibe und lässt über den Stuhlnadeln und über ihren kulierenden und die Schleifen vorziehenden Platinen so viel Platz frei, dass man ein kleines Pressrad und daneben die Auftrag- und Abschlag-Vorrichtung anbringen konnte. Dadurch konnte noch innerhalb des Mailleusenraumes gepresst und aufgetragen werden, während die Platinen die Schleifen hielten.
Die Firma wurde damit die älteste deutsche Rundwirkmaschinenfabrik. Seit 1861 stellte Fouquet Rundstrickmaschinen nach dem „système américain“ her, in Anlehnung an die allerersten amerikanischen Typen, und hat diese über 20 Jahre lang geliefert. Die ersten 50 Käufer der Fouquetschen Rundwirkmaschinen erhielten vom Staat eine „Ermunterungsprämie“ von 50 fl. Außerdem förderte die Regierung die Produktion der Maschenwarenindustrie durch die Versorgung des Heeres mit Trikotagen.
1862 bezog Fouquet seinen Schwiegersohn Frauz als Teilhaber und kaufmännischen Leiter in das Unternehmen mit ein, das seitdem unter dem Namen Fouquet & Frauz firmierte. Bereits 1868 starb Frauz, und Fouquet trug die Verantwortung für die Firma wieder alleine.
Das Unternehmen wurde 1872 von Stuttgart nach Rottenburg verlagert, um die dort vorhandene Wasserkraft zu nutzen. Als Honoré Frédéric Fouquet nach Rottenburg kam, war er bereits ein bedeutender Unternehmer. Das Unternehmen lief gut, und so zog auch Fouquet selbst nach Rottenburg um.
1873 wurde der Spinnereibetrieb in eine Maschinenfabrik umgewandelt. 1882 wurde eine Lokomobile durch G. Kuhn, Stuttgart-Berg geliefert. 1888 starb der Firmengründer in Rottenburg. 1891 wurde ein Dampfkessel des Herstellers G. Kuhn aus Stuttgart-Berg installiert und 1910 eine Wasserturbine durch J. M. Voith in Heidenheim an der Brenz geliefert.
1914 beschäftigte Fouquet rund 200 Mitarbeiter und 1934 sogar schon über 400 Mitarbeiter. Die Fabrik war national bekannt, sie war lange Zeit der einzige industrielle Großbetrieb in Rottenburg. Auf Fouquets beiden Erfindungen beruhten die Blütezeiten der Trikot- und Wirkwarenindustrie. Das auf der Großen Mailleuse basierende „Neusystem“ von Fouquet behielt bis in die Gegenwart Geltung. 1975 musste die Firma Konkurs anmelden und 1981 gab eine Auffangsgesellschaft die Firma endgültig auf. Die Rottenburger Fouquetstraße ist noch heute nach dem Firmengründer benannt.

## Junghans
1898 gründeten die Vereinigten Uhrenfabriken von Gebrüder Junghans & Thomas Haller AG aus Schramberg eine Filiale in Rottenburg, da es in Schramberg einen Mangel an Arbeitskräften gab. Zwischen 1914 und 1926 beschäftigte die Firma zwischen 200 und 400 Menschen, hauptsächlich Frauen und Mädchen. Die Junghans-Filiale war somit nach Fouquet und Frauz die zweitgrößte Firma in Rottenburg. Im Jahr 1955 wurde die Rottenburger Niederlassung des Unternehmens geschlossen.

### Kraftwerk

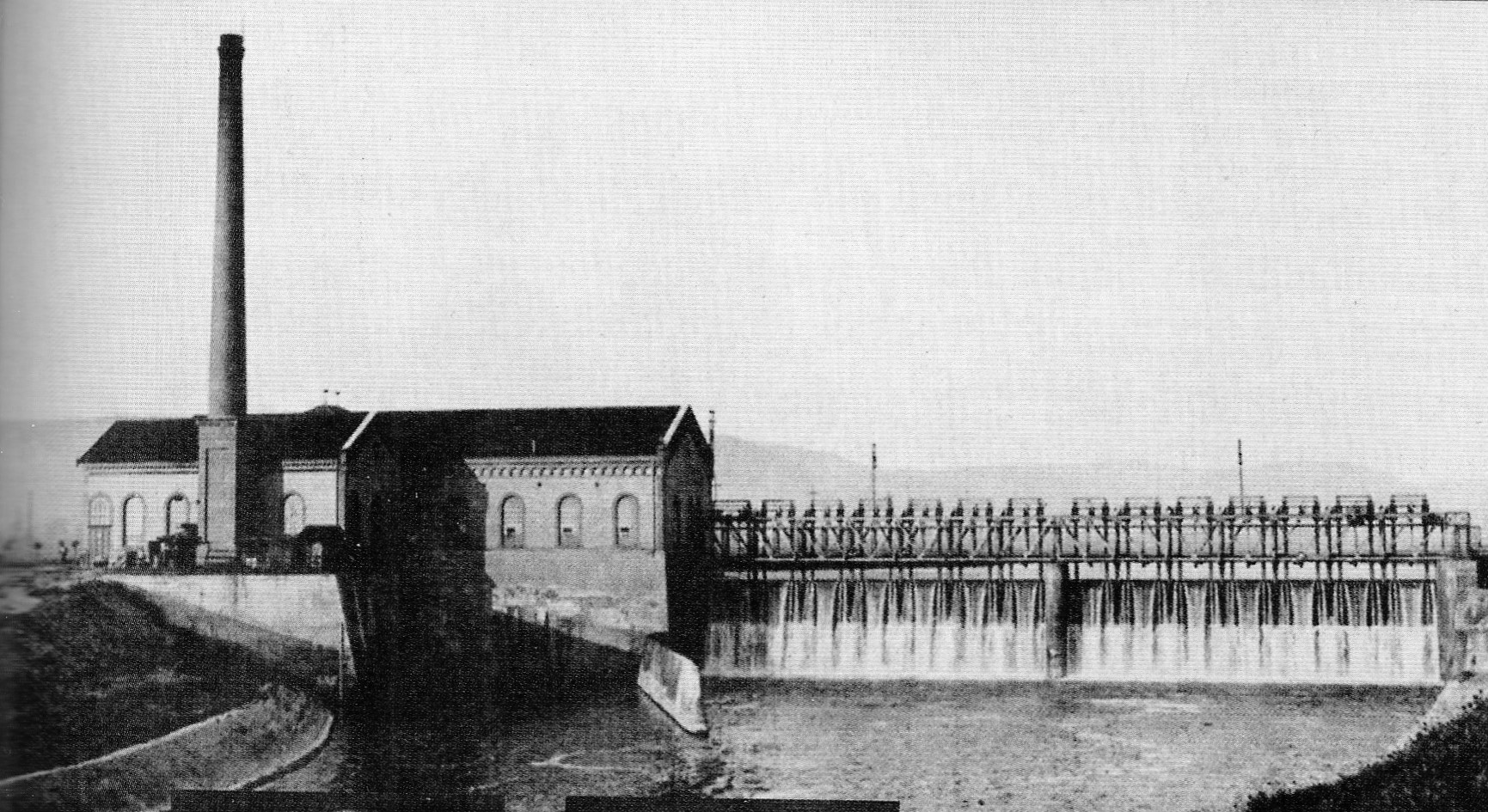
Kombiniertes Wasser- und Kohlekraftwerk in Kiebingen im Jahr 1910

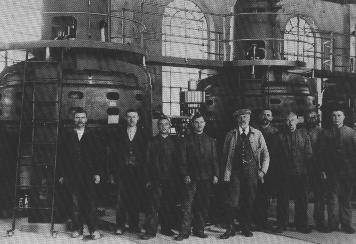
Turbinen des Kiebinger Kraftwerks nach dem Umbau im Jahr 1912

Die Uhrenfabrik hatte elektrische Maschinen mit einer Gesamtleistung von 500 kW. Daher betrieb sie seit 1903 ein eigenes Wasserkraftwerk Kiebingen am Neckar, das auch heute noch Strom produziert. Für die Uhrenfabrik war das Kraftwerk überdimensioniert, so dass der überschüssige Strom verkauft wurde. Das Kiebinger Wasserkraftwerk war von Anfang an für die Erzeugung von Drehstrom ausgelegt. Dieser Mehrphasenstrom hatte gegenüber dem Gleichstrom den Vorteil, dass man seine Spannung mit einem Transformator stark erhöhen konnte. Die Weiterleitung des dadurch entstehenden Hochspannungsstroms geringerer Stärke war technisch wesentlich einfacher. So wurde in Kiebingen der mit einer Spannung von 3.000 V erzeugte Strom in das Überlandnetz mit 15.000 V eingespeist.
Am 25. September 1905 wurde von 50 Gründungsmitgliedern, einschließlich 26 schwäbischen Schultheißen, in Herrenberg eine Genossenschaft gegründet, deren Aufgabe es war, den überschüssigen Strom der Firma Junghans zu kaufen und ihn über ein noch zu bauendes Leitungsnetz zu verteilen. Dieses Gesellschaft hieß „Elektrische Kraftübertragung für den Bereich Herrenberg und Umgebung eGmbH (EKH)“ mit Sitz in Unterjesingen. 1888 wurde eine Dampfmaschine durch G. Kuhn aus Stuttgart-Berg nach Kiebingen geliefert. 1902 lieferte J. M. Voith aus Heidenheim zwei Francis-Turbinen und auch den Regulator. Die Leistung war laut Regler-Liste 368 PS. Im Jahre 1912 verkaufte Junghans das Kiebinger Kraftwerk an die EKH, die dort vier moderne Wasserturbinen einer elektrischen Gesamtleistung von 1000 kW und eine Dampfturbine mit einer elektrischen Leistung von 750 kW installierten. Um den dafür erforderlichen Dampf erzeugen zu können, wurde an der Nordwand des Wasserkraftwerkes ein Kesselhaus mit einem 36 m hohen Schornstein angebaut. Das Kesselhaus steht noch heute, der Schornstein allerdings wurde nach der Stilllegung der Dampfturbine nach dem Zweiten Weltkrieg abgetragen.

## Landesgefängnis
Im Landesgefängnis wurden bereits 1885 zwei Dampfmaschinen und ein Dampfkessel des Herstellers G. Kuhn aus Stuttgart-Berg aufgestellt. 1889 und 1903 wurden durch denselben Hersteller zwei weitere Dampfkessel aufgestellt. Letztere trieben eine Dampfpumpe von Kuhn und der Maschinenfabrik Esslingen an.

## Württembergisches Motorfahrzeugwerk Rottenburg
Das Württembergische Motorfahrzeugwerk Rottenburg wurde im Jahr 1929 von dem Rottenburger Wilhelm Jeckel gegründet. In den Jahren 1929 bis 1931 wurden hier Motorräder in verschiedenen Modellen produziert. Die produzierten Maschinen waren mit Motoren von 9 PS bis 28 PS ausgestattet und gehörten zu den Spitzenfabrikaten der Zeit. Nach dem frühen Unfalltod des Firmengründers Ende 1929 wurde in Rottenburg bis zum Konkurs im Jahr 1931 weiter produziert.

## Heutige Firmen
- Hartmann Energietechnik GmbH
- Berner Torantriebe KG
- ABUS Autorenverlag
- Somfy Feinmechanik und Elektrotechnik GmbH
- Stoz Oberflächentechnik GmbH & Co. KG
- Ehing Wohnbau GmbH
- Biral GmbH
- Kopp Verlag e.K.
- Jürgen Krämer Torantriebe Garagentore